# Гесиона (океанида)
Гесиона (др.-греч. Ἡσιόνη) — в древнегреческой мифологии нимфа-океанида, дочь титана Океана и Тефиды. Океанида Гесиона — у Эсхила супруга Прометея. Согласно Акусилаю, она родила Девкалиона от Прометея.